# كأس بلغاريا 1969–70
كأس بلغاريا 1969–70 (بالبلغارية: Купа на Съветската армия 1969/70)‏ هو موسم من كأس بلغاريا. أشرف على تنظيمه اتحاد بلغاريا لكرة القدم، وفاز فيه ليفسكي صوفيا.